# Nolčovo
Nolčovo je obec na Slovensku v okrese Martin.

## Historie
První písemná zmínka o obci pochází z roku 1430.

## Geografie
Obec se nachází v nadmořské výšce 408 metrů na levém břehu Váhu a rozkládá se na ploše 15,018 km². K 31. prosinci roku 2021 žilo v obci 255 obyvatel.

## Další informace
Nad obcí se na kopci Hradisko nachází malá dřevěná příhradová rozhledna na Hradisku.